# Mankato (Kansas)
Mankato – miasto w Stanach Zjednoczonych, w stanie Kansas, w hrabstwie Jewell.